# Срп и чекић
Срп и чекић (Unicode: U+262D ☭ ) је комунистички симбол који представља пролетерску солидарност између пољопривредних и индустријских радника. Први пут је усвојен током Руске револуције на крају Првог светског рата, чекић је представљао раднике, а срп је представљао сељаке.
После Првог светског рата (из којег се Русија повукла 1917. године) и Руског грађанског рата, срп и чекић су се све више користили као симбол рада унутар Совјетског Савеза (СССР) и међународног пролетерског јединства. То су преузели многи комунистички покрети широм света, неки са локалним варијацијама. Срп и чекић су и даље уобичајени у самопроглашеним социјалистичким државама, као што су Кина, Куба, Северна Кореја, Лаос и Вијетнам, али и у неким бившим совјетским републикама након распада Совјетског Савеза, као што су Белорусија и Русија. Неке земље су увеле забрану комунистичких симбола, где је истицање српа и чекића забрањено.

## Историја

### Раднички симбол
Један пример употребе пре политичке инструментализације од стране Совјетског Савеза налази се у чилеанској валути која је била у оптицају од 1894. године.

### Почетак
Године 1918. Јевгениј Иванович Камзолкин је предложио симбол 'срп и чекић' као украс за прославу Првог маја у Замоскворечком округу у Москви. Првобитно је имао мач, али се Лењин оштро противио, пошто није волео милитаристичке конотације.
Године 1919, нова Република Аустрија увела је срп и чекић у свој грб, по један у свакој канџи свог носећег орла, који представљају пољопривредне и индустријске класе. Они су уклоњени 1934. са успостављањем Фашистичке савезне државе Аустрије и враћени 1945. након пораза нацистичке Немачке (која је анексирала Аустрију 1938.) у Другом светском рату.
У свом раду, Daily Life in a Crumbling Empire: The Absorption of Russia into the World Economy, социолог Дејвид Лемперт претпоставља да су срп и чекић секуларна замена за патриотски крст.

### Совјетски савез
- Државни грб Совјетског Савеза и грбови совјетских република приказивали су срп и чекић, који су се појављивали и на значки црвене звезде на униформи Црвене армије и на многим другим местима.
- Касније је симбол постављен на државну заставу Совјетског Савеза, усвојену 1923. и уобличену 1924, и на заставе република Совјетског Савеза. Пре тога, заставе совјетских република су обично биле обична црвена поља, са златним текстом имена републике које су представљале.
- Срп и чекић је био обавезан симбол на свим заставама Комунистичких партија широм света уз познату Марксову паролу "Пролетери свих земаља, уједините се".
- Срп и чекић су на петокраки имале елитне партизанске јединице - Пролетерске бригаде, како на капама тако и на бригадним заставама.
- Срп и чекић је такође био и на свим чланским картама - „партијским књижицама“ чланова комунистичких партија.
- Серп и Молот ("срп и чекић") је назив Московског металуршког комбината.
- Серп и Молот је такође назив станице на електричној железничкој линији од Курске железничке станице у Москви до Горког, приказаног у роману Венедикта Јерофејева Москва-Петушки.

## Значење
У време настанка, срп и чекић су означавали савез радника и сељака, при чему је чекић био традиционални симбол индустријског пролетаријата (који је доминирао пролетаријатом Русије), а срп традиционални симбол за сељаштво, али се значење од тада проширило на глобално препознатљив симбол за марксизам, социјалистичке партије или комунистичку државу.

## Коришћење

### Заставе

#### Европа и Русија/СССР
- Застава Совјетског Савеза од 1922. до новембра 1923. године
- Застава Совјетског Савеза од новембра 1923. до априла 1924. године
- Застава Совјетског Савеза од априла 1924. до децембра 1936. године
- Застава Совјетског Савеза од децембра 1936. до 1955. године
- Застава Совјетског Савеза од 19. августа 1955. до 26. децембра 1991. године
- Поморски Џек Совјетског Савеза и Русије од 16. новембра 1950. до 26. јула 1992.
- Поморски заставник Совјетског Савеза и Русије од 16. новембра 1950. до 26. јула 1992.
- Застава Аерофлота од 1961. до 1991. године
- Застава Руске СФСР од 1954. до 1991. године
- Застава Украјинске ССР од 1950. до 1992. године
- Застава Белоруске ССР од 1951. до 1991. године
- Застава Узбекистанске ССР од 1952. до 1991. године
- Застава Казахстанске ССР од 1953. до 1992. године
- Застава Грузијске ССР од 1951. до 1990. године
- Застава Азербејџанске ССР од 1956. до 1991. године
- Застава Литванске ССР од 1953. до 1988. године
- Застава Молдавске ССР од 1952. до 1990. године
- Застава Летонске ССР од 1953. до 1990. године
- Застава Киргишке ССР од 1952. до 1992. године
- Застава Таџикистанске ССР од 1953. до 1991. године
- Застава Јерменске ССР од 1952. до 1990. године
- Застава Туркменске ССР од 1953. до 1992. године
- Застава Естонске ССР од 1953. до 1990. године
- Застава Карело-Финске ССР од 1953. до 1956. године
- Застава Комунистичке партије Доњецке Народне Републике
- Застава Комунистичке партије Румуније
- Застава Комунистичке партије Руске Федерације
- Застава комуниста Русије
- Застава Брјанске области (Русија)
- Застава Владимирске области (Русија)
- Застава Орола (Русија)
- Застава Придњестровља (Молдавија)
- Застава Националбољшевичке партије
- Застава Комунистичке партије Чехословачке
- Застава Комунистичке партије Немачке
- Задња страна заставе Комунистичке партије Немачке
- Застава Источне Немачке од 1959. до 1990. године
- Застава Комунистичке партије Грчке
- Застава Комунистичке партије Италије
- Застава Партије комунистичке рефундације (Италија)
- Застава Комунистичке партије Ирске
- Застава португалске комунистичке партије
- Застава Комунистичке партије Самарине
- Застава маоистичке комунистичке партије (Турска)
- Застава Револуционарне народноослободилачке партије – Фронт (Турска)
- Застава Комунистичке партије Британије
- Застава Комунистичке партије Велике Британије (марксистичко-лењинистичка)
- Застава Савеза комуниста Југославије

#### Азија без Русије/СССР
- Flag of the Vietnamese Communist Party
- Flag of the Chinese Communist Party
- Flag of the Chinese Communist Party (before 1996)
- Flag of Chinese Workers' and Peasants' Red Army
- Flag of the Taiwan Democratic Communist Party
- Flag of the Chinese Soviet Republic (1931–1937)
- Flag of the Workers' Party of Korea
- Flag of the Communist Party of India
- Flag of the Communist Party of India (Marxist)
- Flag of various South Asian communist parties, including the Communist Party of India (Maoist)
- Flag of the Socialist Unity Centre of India
- Flag of the Communist Party of Bangladesh
- Flag of the Nepal Communist Party
- Flag of the Communist Party of Bhutan (Marxist–Leninist–Maoist)
- Flag of Communist Party of Indonesia
- Flag of the Socialist Party of Timor
- Flag of the Communist Party of the Philippines
- Flag of the Lao People's Revolutionary Party
- Flag of the Communist Party of Kampuchea
- Flag of the Malayan Communist Party (1930–1989)
- Flag of the Lebanese Communist Party
- Flag of the Syrian Communist Party (Bakdash)
- Flag of the Kurdistan Workers' Party (1978–1995)
- Flag of the Jordanian Communist Party
- Flag of the Palestinian Communist Party

#### Африка
- Flag of the Algerian Communist Party
- Flag of Angola
- Flag of FRELIMO (1987–2004)
- Flag of the People's Republic of the Congo and the Congolese Party of Labour
- Flag of the Workers' Party of Ethiopia
- Flag of the Communist Party of Kenya
- Flag of the South African Communist Party
- Flag of the Communist Party of Swaziland

#### Америке
- Flag of the PCCE
- Flag of the PCdoB
- Flag of the Workers' Cause Party (Brazil)
- Flag of the Communist Party of Chile
- Flag of the Communist Party of Ecuador
- Flag of the Shining Path (Peru)
- Flag of the Communist Party USA
- Flag of the Revolutionary Communist Party (Argentina)

### Државни грбови

#### Совјетски савез
- State emblem of the Union of Soviet Socialist Republics
- Emblem of the Russian Soviet Federative Socialist Republic
- Emblem of the Russian Federation (1992‒1993)
- Emblem of the Ukrainian Soviet Socialist Republic
- Emblem of the Byelorussian Soviet Socialist Republic
- Emblem of the Uzbek Soviet Socialist Republic
- Emblem of the Kazakh Soviet Socialist Republic
- Emblem of the Georgian Soviet Socialist Republic
- Emblem of the Azerbaijan Soviet Socialist Republic
- Emblem of the Lithuanian Soviet Socialist Republic
- Emblem of the Moldavian Soviet Socialist Republic
- Emblem of the Latvian Soviet Socialist Republic
- Emblem of the Kirghiz Soviet Socialist Republic
- Emblem of the Tajik Soviet Socialist Republic
- Emblem of the Turkmen Soviet Socialist Republic
- Emblem of the Estonian Soviet Socialist Republic
- Emblem of the Transcaucasian Socialist Federative Soviet Republic (1923‒1936)
- Emblem of the Karelo-Finnish Soviet Socialist Republic (1941‒1956)
- Emblem of the Armenian Soviet Socialist Republic

#### Остало
- National emblem of the German Democratic Republic (1955–1990)
- State emblem of the Tuvan People's Republic (1943‒1944)
- Emblem of the self-proclaimed Pridnestrovian Moldavian Republic
- State emblem of the Lao People's Democratic Republic (1975‒1991)
- Emblem of the People's Republic of the Congo (1970–1991)
- State emblem of the Chinese Soviet Republic (1934–1937)
- Emblem of Hungarian People's Republic (1949–1956)
- Emblem of Moscow (1924–1937)
- Emblem of Angola
- Coat of arms of Bryansk Oblast, Russia

### Лого

#### Европа
- The hammer and sickle symbol used with the red star used as a symbol of Soviet Union.
- Badge of the Communist Party of the Soviet Union
- Emblem of the Communist Party of Czechoslovakia
- Emblem of the Romanian Communist Party
- Logo of the Bulgarian Communist Party
- Compass and hammer of East Germany.
- Hammer and grain of the Hungarian People's Republic
- Emblem of the League of Communists of Yugoslavia
- Logo of the Communist Party of the Russian Federation
- Logo of the Communist Party of Greece
- Logo of the Italian Communist Party
- Logo of the Proletarian Unity Party (Italy)
- Logo of the Communist Party (Italy)
- Logo of the Communist Party of Spain
- Logo of the Communist Party of the Peoples of Spain
- Logo of the Portuguese Communist Party
- Logo of the Communist Party of Ireland
- Logo of the French Communist Party (1980‒1996)
- Logo of the Communist Party of Britain
- Logo of the Communist Party of Great Britain (Provisional Central Committee)
- Logo of the Communist Party (Sweden)
- The Logo of the Communist Party of Norway
- Logo of the Communist Party of Denmark
- Logo of the Communist Party (Denmark)
- Logo of the Communist Party of Germany
- Logo of the Communist Party (Switzerland)
- Logo of the New Communist Party of the Netherlands
- Logo of the Communist Party of Belgium (1989)
- Badge of the Marxist–Leninist Communist Party of Turkey
- Logo of the Revolutionary Communist Party of Turkey
- Logo of Aeroflot
- Logo of the Communist Party of Ireland (Marxist–Leninist)
- Symbol of the Group of Social Revolutionary Nationalists

#### Азија
- Emblem of the Workers' Party of Korea
- Emblem of the Communist Party of Indonesia (1914‒1966)
- Logo of the Acoma Party (Indonesia)
- Logo of the Communist Party of Tajikistan
- Logo of the Socialist Party of Bangladesh
- Logo of the Communist Party of Nepal (Unified Marxist–Leninist) (1991–2018)
- Emblem of the Communist Party of Vietnam
- Alternative emblem of the Communist Party of Vietnam
- Logo of the Ministry of State Security
- Emblem of the Chinese Communist Party (1942–1996)
- Emblem of the Chinese Communist Party (1996–present)
- Logo of the Lanka Sama Samaja Party, which features the symbol of the Fourth International
- Logo of the Communist Party of India
- Logo of the Communist Party of India (Marxist)
- Emblem of the Yemeni Socialist Party (1978-1990)

#### Африка
- Cogwheel, machete and star logo of Angola
- Logo of the Communist Party of Benin
- Logo of the Congolese Party of Labour
- Logo of the Egyptian Communist Party
- Flag of the Workers' Party of Ethiopia
- Emblem of the All-Ethiopia Socialist Movement
- Emblem of the Ethiopian People's Revolutionary Party (ca. 1975)
- Hammer and machete logo of the Revolutionary Communist Party of Ivory Coast
- Logo of the Communist Party of Kenya
- Logo of FRELIMO (Mozambique) (1987–2004)
- Emblem of the Somali Revolutionary Socialist Party
- Logo of the South African Communist Party
- Logo of the Workers' Party of Tunisia

#### Америке
- Logo of the Communist Party of Argentina
- Logo of the Communist Party of Argentina (Extraordinary Congress)
- Logo of the Brazilian Communist Party
- Logo of the Communist Party of Brazil
- Logo of the Workers' Cause Party
- Logo of the Communist Party of Chile
- Logo of the Communist Party of Ecuador
- Logo of the Mexican Communist Party
- Logo of the Paraguayan Communist Party
- Logo of the Shining Path
- Emblem of the Communist Party USA

## Јуникод
Јуникод за срп и чекић је U+262D (☭). Припада категорији разних симбола (2600–26FF). Додат је у верзији 1.1 1993. године.